# Tram de Barcelona
Tram es el operador de las redes de tranvía —Trambaix y Trambesòs— que circulan por el Área Metropolitana de Barcelona. Dispone de una flota de 41 tranvías —23 en la red de Trambaix y 18 en la de Trambesòs— que circulan por las seis líneas que opera. La estructura de la empresa es un grupo promotor participado por una serie de empresas del sector de la obra civil —FCC y COMSA EMTE—, de la construcción de material móvil —Alstom— y de sistemas de operadores de transporte y compañías financieras —Transportes Metropolitanos de Barcelona, Ferrocarriles de la Generalidad de Cataluña, Moventia y Banco Sabadell— entre otros.

## Historia
La primera red de tranvía en abrir al público fue la del Trambaix, el 3 de abril de 2004, en el tramo Francesc Macià - Llevant | Les Planes, correspondiente a las líneas T1 y T2. En un principio la T3 circulaba solo hasta Montesa, hasta que el 29 de mayo del mismo año fue extendida una parada hasta la actual Hospital Sant Joan Despí | TV3. Dos años más tarde, el 5 de enero de 2006, se amplió la línea hasta Torreblanca y el 21 de abril de 2007 se amplió hasta Sant Feliu | Consell Comarcal. El 1 de septiembre de 2008 la estación de Sant Ramon fue resituada a pocos metros recibiendo el nombre de Ernest Lluch.
El Trambesòs, por su parte, fue inaugurado el 8 de mayo del 2004 en el tramo Glòries - Estación de Sant Adrià, correspondiente a la T4. Esta línea alcanzó su extensión actual con la ampliación hasta Ciutadella | Vila Olímpica el 17 de julio del mismo año. Dos años después, el 14 de octubre de 2006, abrió al público el tramo de la T5 entre Glòries y Sant Joan Baptista, en el municipio de San Adrián. Poco después, el 8 de septiembre de ese año, se extendió la línea hasta la actual estación de Gorg, en Badalona. Por último, el 16 de junio de 2008 abrió un pequeño enlace de vía que empezaba entre las paradas de Campus Diagonal | Besòs y Port Fòrum, en la T4, y que acababa entre las paradas de Parc del Besòs y La Catalana, en la T5. Este enlace de vía, en el que se sitúa la estación de La Mina, permitió la creación de la T6 entre San Adrián y Gorg, aunque el 20 de febrero de 2012 cambió su recorrido para conectar San Adrián con Glòries pasando por la Gran Vía, como la T5.
En la década del 2020, se empezó con la unión de los dos tramos de tranvía a través de la Diagonal. En 2024 se abrió al público el tramo Glòries - Verdaguer, quedando pendiente de construir y habilitar el tramo Verdaguer - Francesc Macià. La apertura del nuevo tramo cambió la configuración de las líneas Trambesòs: la T4 pasó de tener su terminal de Ciutadella | Villa Olímpica a Verdaguer y la T5 y T6 alargaron su recorrido de Glòries a Ciutadella | Villa Olímpica. Dentro del programa de ampliación, se eliminó la Estación de La Farinera y se convirtió la estación de Glòries en un gran intercambiador intermodal (Tram, metro y bus).
A día de hoy, queda pendiente de construir el tramo Verdaguer - Francesc Macià, que culminará con la integración de los dos sistemas en uno solo (Tram de Barcelona). Se espera que la configuración de líneas cambie en el momento de la conexión, permitiendo la conexión de sur a norte en menos de una hora. 

## Líneas
La red de tranvía tiene 6 líneas: la T1, T2 y T3 forman el Trambaix y la T4, T5 y T6 forman el Trambesòs.
Toda la red es de vía doble, excepto los siguientes tramos que son de vía simple:
- De Bon Viatge a Llevant | Les Planes, en la línea T2
- De Montesa a Rambla de Sant Just, en la línea T3
- De La Farinera a Can Jaumandreu, en las líneas T5 y T6

| Subred    | Línea                          | Inicio                      | Final                  | Apertura |
| --------- | ------------------------------ | --------------------------- | ---------------------- | -------- |
| Trambaix  |                                | Francesc Macià              | Bon Viatge             | 2004     |
| Trambaix  | Llevant - Les Planes           | Francesc Macià              |                        | 2004     |
| Trambaix  | Sant Feliu \| Consell Comarcal | Francesc Macià              |                        | 2004     |
| Trambesòs |                                | Verdaguer                   | Estación de Sant Adrià | 2004     |
| Trambesòs |                                | Ciutadella \| Vila Olímpica | Gorg                   | 2006     |
| Trambesòs |                                | Ciutadella \| Vila Olímpica | Estación de Sant Adrià | 2008     |

Las cocheras del Trambaix se encuentran en Sant Joan Despí, junto a Fontsanta | Fatjó, y las del Trambesòs están en San Adrián, junto a Port Fòrum.